# Boteå församling
Boteå församling är en församling i Sollefteå pastorat i Ådalens kontrakt i Härnösands stift. Församlingen ligger i Sollefteå kommun i Västernorrlands län (Ångermanland).

## Administrativ historik
Församlingen har medeltida ursprung. 1773 utbröts Gålsjö bruksförsamling i Gålsjö bruk som dock sedan 1935 ej längre betraktas som en egen församling. Gålsjöområdet hade dock sin egen församlingskod (221802, från 1974 228310) ända till 1991, medan resten av församlingen hade 221803 och från 1974 228311.
Församlingen utgjorde tidigt för att därefter åtminstone från 1500-talet till 2002 vara moderförsamling i pastoratet Boteå och Styrnäs som före 1916 och efter 1962 även omfattade Överlännäs församling och Sånga församling. Församlingen ingick mellan 2002 och 2021 i Sollefteå-Boteå pastorat. Församlingen är sedan 2021 del av Sollefteå pastorat.

## Kyrkoherdar
| Ämbetstid | Namn                     | Levnadstid | Övrigt                               |
| --------- | ------------------------ | ---------- | ------------------------------------ |
| 1462      | Pawal Hanszon            |            |                                      |
| –1542     | Jöran                    | –1542      |                                      |
| 1542–1571 | Nicolaus Erici           |            |                                      |
| 1572–1603 | Petrus Jonae             |            |                                      |
| 1604–1631 | Nicolaus Petri           |            |                                      |
| 1632–1639 | Steno Danielis           | –1639      |                                      |
| 1640–1645 | Jonas Johannis Hernodius | –1645      |                                      |
| 1647–1663 | Olaus Erici Anthelius    | –          |                                      |
| 1664–1684 | Nils Sternelius          | –1684      |                                      |
| 1686–1705 | Andreas Sundius          | 1642–1705  |                                      |
| 1707–1753 | Olof Sundius             | 1676–1753  |                                      |
| 1756–1776 | Johan Samuel Thelaus     | 1709–1776  |                                      |
| 1778–1800 | Fredrik Hofverberg       |            | Senare kyrkoherde i Umeå församling. |
| 1800–1811 | Lars Jacob Stridsberg    | 1741–1811  |                                      |
| 1813–1848 | Carl Petter Lindahl      | 1775–1848  |                                      |
| 1850–1857 | Erik Olof Sundberg       | 1797–1857  |                                      |
| 1858–1878 | Johan Erik Nordenberg    | 1809–1878  |                                      |
| 1879–1913 | Michael Otto Åkerstedt   | 1835–1913  | Kontraktsprost.                      |

## Kyrkor
- Boteå kyrka